# ینگی‌کندی (گرمه جنوبی)
ینگی‌کندی یک روستا در ایران است که در دهستان گرمه جنوبی شهرستان میانه واقع شده‌است. ینگی‌کندی ۶۲ نفر جمعیت دارد.